# U-117
U-117 — большая подводная лодка-минный заградитель типа XB, времён Второй мировой войны. Заказ на постройку был отдан 31 января 1939 года. Лодка была заложена на верфи судостроительной компании Germaniawerft, Киль 1 июля 1939 года под заводским номером 616. Спущена на воду 22 июля 1941 года. 25 октября 1941 года принята на вооружение и, под командованием корветтенкапитана Ганса-Вернера Нейманна вошла в состав 2-й флотилии.

## История службы
Совершила 5 боевых походов, повредила 1 судно (7 177 брт) и повредила без восстановления ещё 1 судно (7 092 брт). Потоплена 7 августа 1943 года в точке с координатами 39°42′ с. ш. 38°21′ з. д. во время передачи припасов на U-66 глубинными бомбами и торпедами FIDO с самолётов TBF Avenger и F4F Wildcat авиакрыла USS Card (CVE-11). Вся команда в 62 человека погибла.

### Первый поход
19 сентября 1942 года субмарина вышла из Киля в свой первый поход.
27 сентября достигла берегов Исландии и, с 06:06 по 23:30 установила 66 мин SMA в минные заграждения возле городов Сейдисфьордюр и Рейдарфьордур в квадрате AE 5299, после чего отправилась обратно.
5 октября U-117 благополучно вернулась в Киль.
Дозаправившись и пополнив припасы, лодка совершила небольшой переход в Кёнигсберг, прибыв туда 11 октября.

### Второй поход
12 октября субмарина покинула порт Кёнигсберга, отправившись в свой второй поход. Её целью вновь была постановка мин у берегов Исландии.
27 октября, достигнув точки назначения, с 08:45 по 01:23 28 октября установила 66 мин SMA в Иса-фьорде в квадрате AE 1770.
По пути обратно, 8 ноября, встретила U-454 для дозаправки последней. Во время этой процедуры за борт был смыт лейтенант цур зее в запасе Гельмут Швенцель (нем. Leutnant zur See der Reserve Helmut Schwenzel ).
14 ноября лодка встретилась ещё с одной субмариной. На сей раз это была U-84 с которой она приняла на борт два медицинских кейса.
22 ноября U-117 завершила этот поход, благополучно придя в Лорьян.

### Третий поход
23 декабря субмарина вышла из Лорьяна в третий поход. За 47 дней, проведенных в море, не произошло ровным счетом ничего примечательного, и в результате 7 февраля 1943 года лодка вернулась в Лорьян.
Месяц спустя U-117 совершила переход в Брест, прибыв туда 8 марта.

### Четвёртый поход
Очередной поход U-117 начала 31 марта 1943 года, выйдя из Бреста в направлении Марокко.
10 апреля лодка достигла пункта назначения и, с 06:17 по 19:31, установила 66 мин SMA в портах Федала и Касабланка, после чего повернула обратно.
11 апреля в 15:40 грузовой пароход Matt W. Ransom (под командованием Джона Метсола (англ. John Metsall) при движении в составе конвоя UGS-6A на станции #32, подорвался недалеко от Касабланки, сразу на двух минах, установленного днём ранее минного поля, сдетонировавших в районе перового трюма. Взрыв подбросил груз в воздух на 30 метров, и привёл к затоплению трюмов #1 и #3 в течение часа. Киль разломился, паровые линии оказались перебиты, и повреждено оборудование судна. Команда, состоявшая из 26 матросов, 28 вооруженных охранника (на судне было установлено одно 5-дюймовое, одно 3-дюймовое и восемь 20мм орудий) и двух пассажиров, покинули судно на шести шлюпках через 25 минут, неверно интерпретировав команду капитана занять свои аварийные места. Одна из шлюпок перевернулась из-за ошибок при спуске. Люди были подняты на борт американских охотников за подводными лодками USS PC-481 и USS PC-471, а затем высажены в Касабланке. Командир судна и шестеро членов экипажа впоследствии вернулись на судно, и через шесть часов привели его в Касабланку, где оно и проходило временный ремонт до 20 сентября. После этого судно отправилось в Гибралтар для дальнейшего ремонта, прибыв туда на следующий день. 7 ноября это судно типа «Либерти» вышло в составе конвоя GUS-20 в направлении Нью-Йорка, благополучно прибыв туда 25 ноября
25 апреля на том же минном поле было тяжело повреждено грузовое судно Empire Morn. Оно было отбуксировано в Гибралтар, но ремонт не производился, и оно было использовано как склад. Самому младшему из умерших на военной службе Великобритании — поварёнку Райморду Стиду (англ. Raymond Steed), погибшему на Empire Morn, — было 14 лет и 207 дней.
13 мая U-117 благополучно пришла в Бордо.

### Пятый поход
22 июля субмарина вышла из Бордо в свой последний поход.
Пострадавшая от атаки авианосца 3 августа U-66 запросила медицинскую помощь. 6 августа доктор U-117, обер-лейтенант Пауль Фреркс (нем. Oblt Paul Frerks), являвшийся по совместительству заместителем командира, а также припасы и провизия, были переведены на неё. Благодаря этому доктору Шенку (нем. Dr Schenk) удалось спасти жизни двум раненым матросам.
На следующий день, в 11:54, во время дозаправки U-66 с U-117, обе лодки были застигнуты врасплох самолётом TBF Avenger авиакрыла USS Card (CVE-11). Две глубинных бомбы с TBF Avenger (лейтенант А.Х. Солленджер (англ. Lt (jg) A.H. Sallenger)) разорвались между лодками, повредив при этом U-117. U-66 пыталась оказать помощь, но затем была вынуждена аварийно погрузиться, уходя от атаки торпед FIDO с того же TBF Avenger. Примерно 20 минут спустя ещё два TBF Avenger и два F4F Wildcat прибыли с авианосца, вынудив U-117 так же погрузиться, а затем сбросили глубинные бомбы. Примерно в 12:45 одна из двух торпед FIDO попала в лодку, приведя к её гибели вместе со всем экипажем.

## Командиры
- 25 октября 1941 года — 7 августа 1943 года — корветтенкапитан (с 7 августа 1943 года фрегаттенкапитан) Ганс-Вернер Нейманн (нем. Korvettenkapitän Hans-Werner Neumann)

## Флотилии
- 25 октября 1941 года — 31 января 1942 года — 2-я флотилия (учебная)
- 1 февраля 1942 года — 30 сентября 1942 года — 1-я флотилия (учебная)
- 1 октября 1942 года — 14 октября 1942 года — 1-я флотилия (боевая служба)
- 15 октября 1942 года — 30 ноября 1942 года — 11-я флотилия (боевая служба)
- 1 декабря 1942 года — 7 августа 1943 года — 12-я флотилия (боевая служба)

## Потопленные суда
| Название    | Тип            | Принадлежность | Дата              | Тоннаж (брт) | Груз                       | Судьба    | Место                                       |
| ----------- | -------------- | -------------- | ----------------- | ------------ | -------------------------- | --------- | ------------------------------------------- |
| Cortona     | грузовое судно | Великобритания | 12 июля 1942 года | 7 093        | 2 100 т генерального груза | поврежден | 32°45′ с. ш. 24°45′ з. д. — Квадрат DG 6311 |
| Shaftesbury | грузовое судно | Великобритания | 12 июля 1942 года | 4 284        | 5 700 т угля               | потоплен  | 31°42′ с. ш. 25°30′ з. д. — Квадрат DG 6257 |